# Titolazione (tessile)
La titolazione è l'operazione che determina il titolo di un filo o di un filato. Non essendo possibile misurare direttamente la sezione di una fibra perché facilmente deformabile e il più delle volte non circolare, si ricorre al titolo per caratterizzarne la finezza.
Il titolo è una relazione tra la lunghezza e il peso: il rapporto tra peso e lunghezza è detto titolazione diretta, mentre il rapporto tra lunghezza e peso è detto titolazione indiretta o di numerazione.

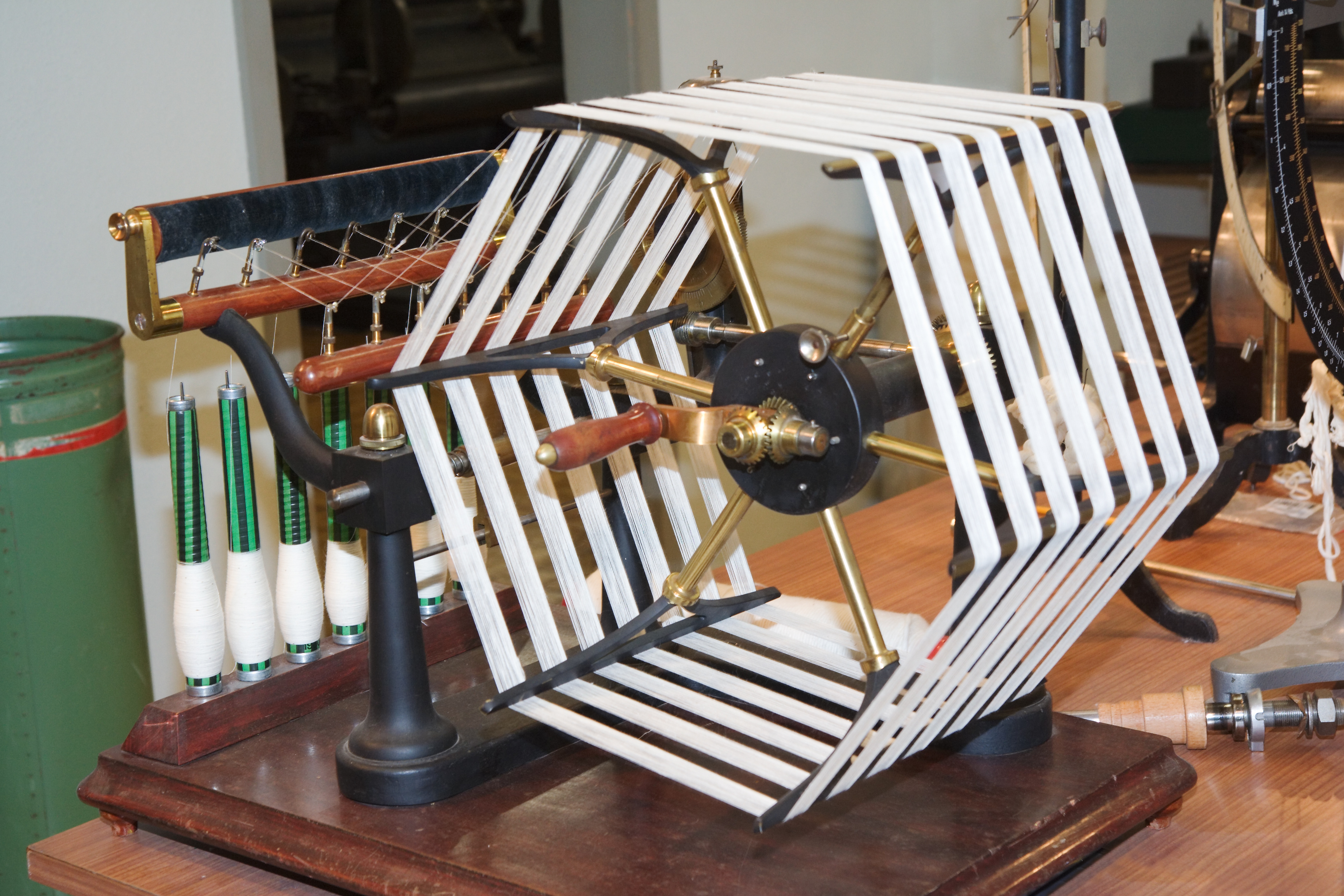
Un aspino utilizzato per la titolazione del filato. Ogni spira è lunga un metro

Il filo di gomma si discosta dalle altre fibre tessili perché non fa riferimento al rapporto peso lunghezza, ma al diametro. Non si indica direttamente il diametro, ma "il numero di volte che la larghezza del filo è compresa in un pollice inglese". Si dice larghezza e non diametro perché il filo di gomma può avere la sezione sia quadrata che circolare.

## Unità di misura

### Titolazione diretta
- 1 Tex = 1 grammo ogni km di filo (utilizzato nelle fibre a bava continua e per quelle ottenute filando il fiocco di fibre chimiche).
- 1 Decitex (dtex) = 1 grammo ogni 10 km di filo (sottomultiplo del Tex).
- Denaro o Danaro (Td o den) = 1 grammo ogni 9 km di filo (idem come Tex).
- 1 Scozzese (Ts) = 1 libbra ogni 14.400 iarde di filo (utilizzato per i filati in juta). Si può convertire in tex come[1]:

{\displaystyle 1\mathrm {Ts} =34,4482394\mathrm {tex} }

### Titolazione indiretta o numero
- Numero metrico (Nm) = matasse (1000 metri) di filo in 1 chilogrammo (utilizzato per i filati di lana pettinata, lana cardata, fiocco di fibre chimiche, filati fantasia).
- Numero chilogrammetrico (Nk) = metri di filo in 1 chilogrammo (utilizzato per filati di cascame, lana cardata, filati fantasia).
- Numero inglese cotone (Ne) = matasse (840 iarde) di filo in 1 libbra inglese (454 g).
- Numero inglese lino (Nl) = matasse (300 iarde) di filo in 1 libbra inglese.
- Numero inglese lana pettinata (Nw) = matasse (560 iarde) di filo in 1 libbra inglese.
- Numero inglese lana cardata (Ns) = matasse (256 iarde) di filo in 1 libbra inglese.
- Numero Pratese (Np) = matasse (1.000 braccia toscane (583 metri) di filo in 1 libbra toscana (339,5 g) (l'uso del numero pratese è limitato al distretto tessile di Prato).